# Tósódaidzsi
Tósódaidzsi (japánul: 唐招提寺, Hepburn-átírással: Tōshōdai-ji) a Jakusidzsi közelében, Narától körülbelül 5 kilométerre nyugatra épült buddhista templom, melyet Sómu császár kérésére Gandzsin, kínai szerzetes (Jianzhen) épített fel 759-ben. A Ricu felekezet központi temploma, és az első apátja Gandzsin volt. A Tósódaidzsi volt az első templom Japánban, mely az egyik kínai felekezet – Nanzan-iskola – alapján jött létre. A templomot és környékét felfedezni körülbelül 2 óra, és az év bármely időszakában látogatható, szépsége páratlan.

## Története
Gandzsin (688-763) Kínában a Dameidzsi templom főpapja volt, amikor is meghívást kapott a japán Sómu császártól, hogy tanítsa a kínai buddhista parancsolatokat Japánban. Gandzsin el is fogadta a felkérést, bizonyítva elkötelezettségét a buddhizmus tanai iránt. 753-ban 12 év leforgása alatt, mely magába foglalt 5 sikertelen próbálkozást – többszöri hajótörés és betegségek – végül vakon és öregen, de megérkezett Japánba. Miután szerzetesként felszentelték a Tódaidzsiban, hatalmas földet kapott a császári hercegtől a Tósódai-dzsi felépítése céljából. 759-ben, a templom felépítésekor megkapta a narai császári palota gyülekezeti csarnokát, melyet a templom területén felépítve átalakított imacsarnokká. Gandzsin 4 éven keresztül volt a Tósódaidzsi főpapja, amíg 763. május 6-án elhunyt. Sírját a templom területén helyezték el.
Gandzsin élete során Japánban bevezette a szabályos szerzetes beavatást, valamint a Tódaidzsiban 80 szerzetest avatott fel.
A Tósódaidzsi vált a Ricu szekta központi templomává. Történetében számos változáson ment keresztül a templom. Korai szakaszában összesen 48 altemplomot vezetett, melyek a Nyisijama-hegy közelében találhatóak. A 8. században a templom nem csak a hitélet számára volt fontos, hanem tanulás céljából is, melyet a Kodóban bonyolítottak le.
A különböző változások, valamint a japán politikai és kulturális légkör csökkentették ugyan a templom befolyását, mindazonáltal jelenleg is 17 nemzeti kincset birtokol.

## Épületei
- Kon-dó: Aranycsarnok – Nemzeti kincs
- Kodó: Előadóterme/imacsarnok – Nemzeti kincs
- Koró: Nemzeti kincs
- Hózó: Kincstár – Nemzeti kincs
- Kyózó: Szútrák háza – Nemzeti kincs

### Aranycsarnok
A Tósódaidzsi aranycsarnoka (kon-dó) az egyetlen eredetiben fennmaradt épület a 8. századi Japánból, mely a kisebb változtatások ellenére máig hűen visszaadja a kor építészeti stílusát. Komolynak ható, ám szolid egyszintes épület. Téglalap alaprajzú, messzire kiugró kontyolt tetővel rendelkező építmény. A tető hajlásszögének későbbi megváltoztatása vesztett egykori könnyedségéből, de a hangsúlyozottan vízszintes nagy tető függőleges ellensúlya a kőalapzatnak. Homlokzata nyitott oszlopsor, mely emlékeztet a görög panteon oszlopaira. Vakolt fehér falát a hosszanti és keresztgerendák szabályszerű négyszögekre tagolják. Ezeket középen függőlegesen kettéosztják az első japán épületekhez képest összetettebb, formailag tökéletesebb és erősebb háromlépcsős konzolok. Az aranycsarnok a templom központi épülete.

### További épületei
Az előadó terme/imacsarnok (Kodó) szintén egyszintes épület, mely eredetileg a narai császári palota gyülekezőterme volt, és 759-ben költöztették át, miután megépítették a templomot. Egyes részei máig őrzik a narai palotaépítészet stílusjegyeit. A teremben színpadszerű ülések helyezkednek el, melynek mindkét oldalán egy-egy szobor áll. Az egyikük egy tanárt, másik pedig egy reprezentatív főpapot ábrázol. Az épület egységes stílusa a hosszú évszázadok során áldozatul esett sok javításnak és változtatásnak.
A koró az egyetlen emeletes épület. A 13. században épült, és minden év május 19. napján itt rendezik meg az Ucsihamaki (Legyező szórás) tradicionális ünnepét.
A korótól keletre található egy hosszú épület maradványa, mely eredetileg hálóhelyiségként szolgált a nagyszámú szerzetes számára. A templomegyüttes déli felében épült újjá a templom kápolnája. A kápolnától keletre található két fából készült tároló. A déliben tárolták a szútrákat, az északiban pedig a kincseket. Ezek ma már nem szolgálnak ilyesfajta célokat. Az értékes, régi festmények tárolására a közelmúltban építették fel a Sin Hózót.
A templomegyüttes pagodával is rendelkezett, ám az 1802-ben leégett, mikor egy villám csapott bele. Azóta nem építették fel újra.
Halála után Gandzsint is itt temették el. Sírja a templomegyüttes északkeleti sarkában helyezkedik el.

## Szobrai
A Tósódaidzsi aranycsarnokának valamennyi szobra 754-763 között épült. Ezek közül a kondó szárazlakk technikával készült szobrai a legjelentősebbek, melyek a 3 métert is meghaladó méretekkel rendelkeznek. Stílusuk még hasonlít a késői Nara-kor első feléből fennmaradt szárazlakk szobrok stílusára, de különösen a Jakusidzsi, valamint a Kannon-szobor már kifejezéstelenebbek azoknál. Kiemelkedő a Rosana-Buddha karjának és gazdag redőzetű ruhájának természetes ábrázolása.
A szárazlakk plasztikától eltérő fa szoborcsoport sokat megőrzött a Nara stílus jegyeiből, de már erősen hangsúlyozza a következő korszak stílusát.
A csarnok torzója a Késői Nara-kor és a Heian-kor stílus közötti átmenetet világosan mutatja. Kövérkés teste elölről nézve kevésbé tűnik teltnek, mert ellensúlyozzák a ruha redőzetének élesen metszett párhuzamosan futó vonalai.
Továbbá megtalálhatóak még itt a négy mennyei király szobrai, melyek a Buddha-emelvény négy sarkán helyezkednek el.

## Galéria

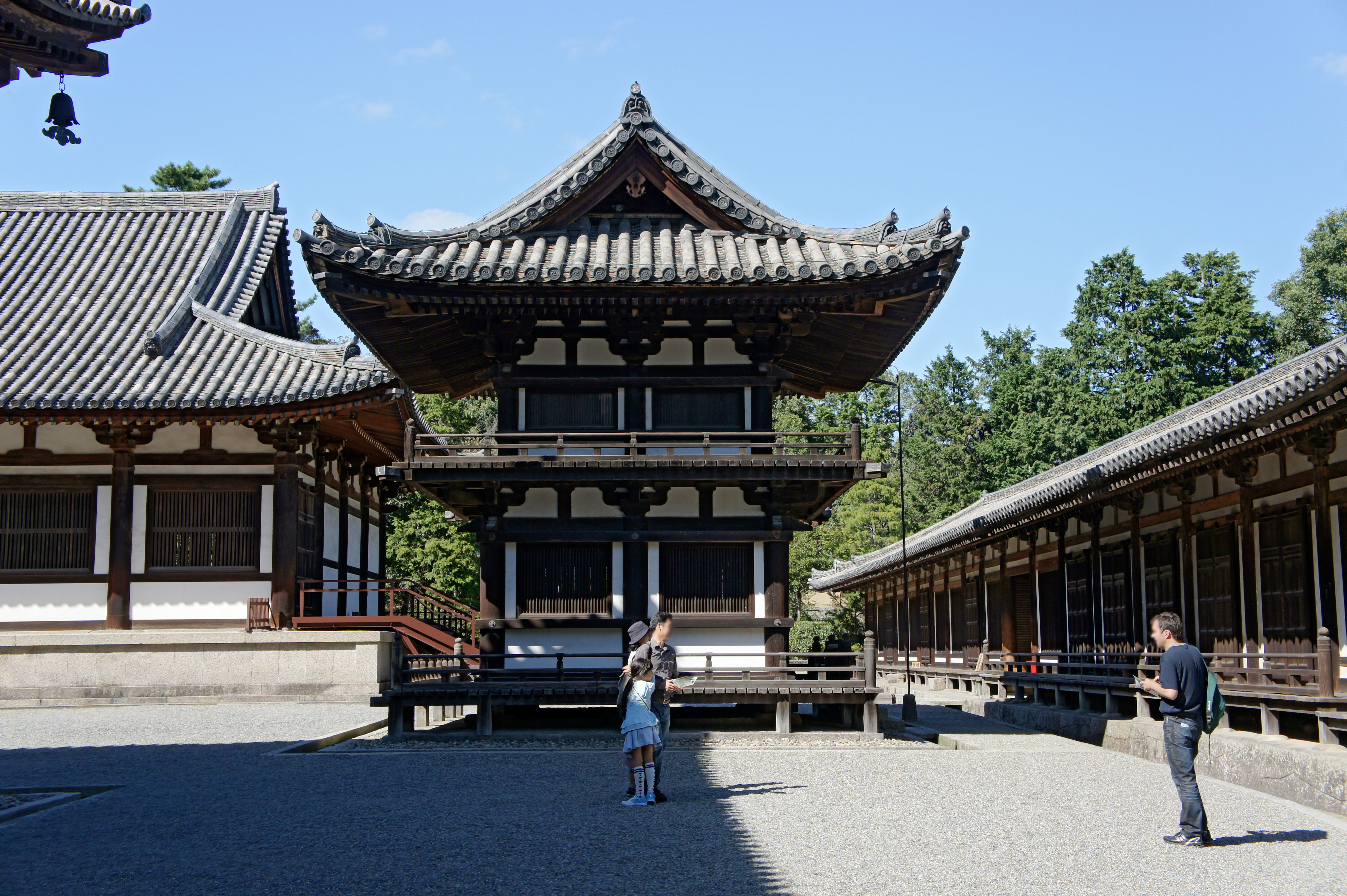
Koró
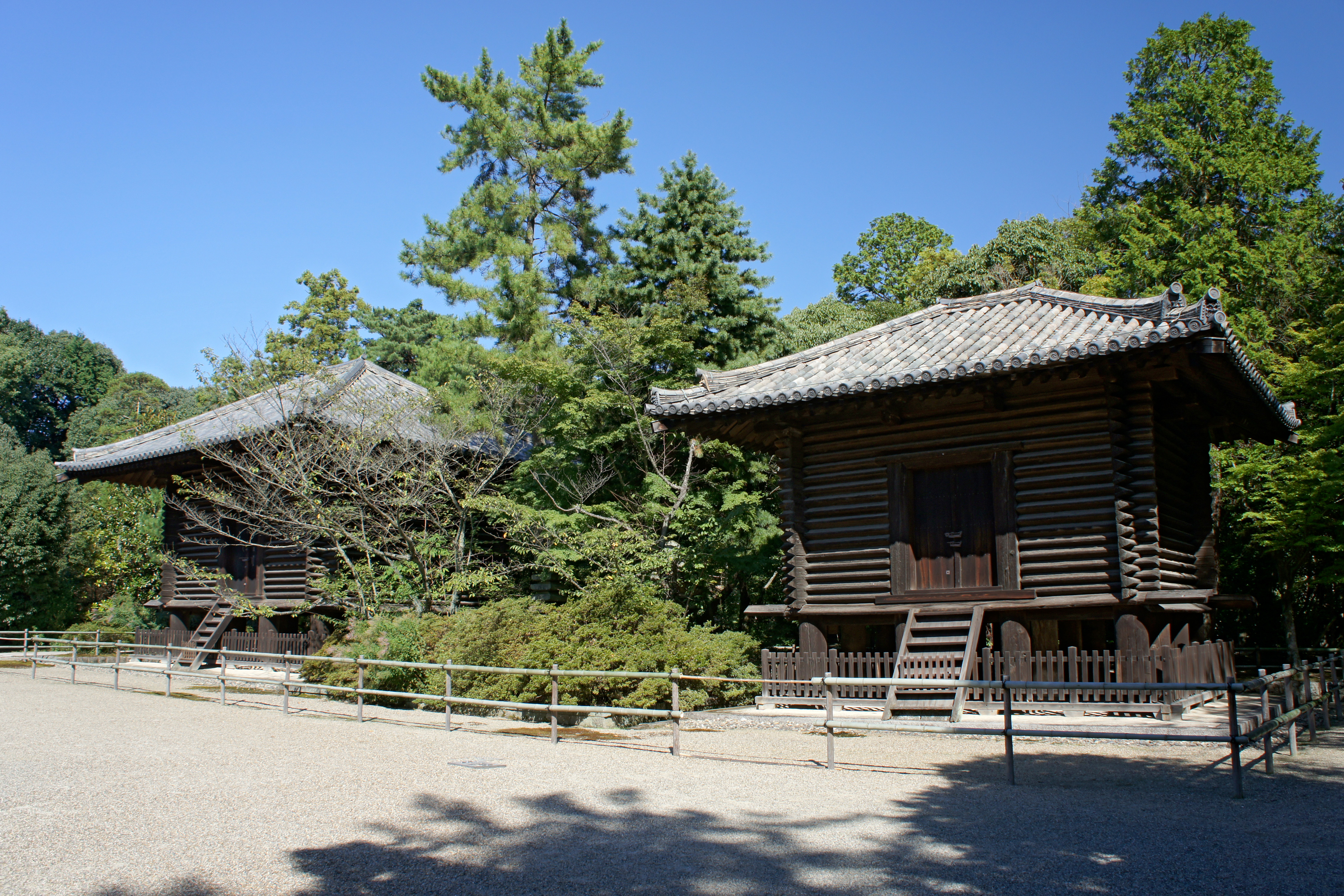
Hózó és Kjózó